# Michael Reilly Burke
Michael Reilly Burke (San Anselmo, 27 giugno 1964) è un attore statunitense.

## Carriera
Si è diplomato nel 1982 alla Marin Catholic High School nella Marin County, California.
Ha interpretato il ruolo di Rex Van De Kamp nell'episodio pilota della serie tv Desperate Housewives, ma è stato rimpiazzato da Steven Culp prima che l'episodio venisse trasmesso. È anche comparso nella serie Streghe, nell'episodio Heartbreak City. 
L'unico ruolo da protagonista della sua carriera è stato quello del serial killer Ted Bundy nell'omonimo film del 2002. Ha interpretato il ruolo dell'agente Kevin Lund nella serie tv della ABC Family Lincoln Heights. È stato ospite speciale in diversi episodi della serie di Star Trek e di CSI.

## Filmografia

### Cinema
- Mars Attacks! , regia di Tim Burton (1996)
- Ted Bundy, regia di Matthew Bright (2002)
- The Collector, regia di Marcus Dunstan (2009)
- Slender Man, regia di Sylvain White (2018)
- My All American, regia di Angelo Pizzo (2018)
- Vice, regia di Adam McKay (2018)
- Monster Party, regia di Chris Von Hoffmann (2018)

### Televisione
- La famiglia Brock (Picket Fences) - serie TV, 1 episodio (1993)
- Melrose Place - serie TV, 1 episodio (1993)
- Star Trek: The Next Generation - serie TV, episodio 7x01 (1993)
- Star Trek: Deep Space Nine - serie TV, episodio 2x18 (1994)
- Un detective in corsia (Diagnosis: Murder) - serie TV, 1 episodio (1996)
- Orleans - serie TV, 8 episodi (1997)
- Creatura (Creature) – serie TV, 2 episodi (1998)
- Beverly Hills 90210 - serie TV, 4 episodi (1998)
- Jarod il camaleonte (The Pretender) – serie TV, un episodio (1998)
- Ally McBeal - serie TV, 1 episodio (1998)
- Cinque in famiglia (Party of Five) - serie TV, 1 episodio (1999)
- Providence - serie TV, 6 episodi (1999)
- Streghe (Charmed) - serie TV, 1 episodio (2000)
- Presidio Med - serie TV, 1 episodio (2002)
- Cold Case - Delitti irrisolti (Cold Case) - serie TV, 1 episodio (2003)
- NYPD - New York Police Department (NYPD Blue) - serie TV (2003)
- The O.C. - serie TV, 1 episodio (2004)
- The Practice - Professione avvocati (The Practice) - serie TV (2004)
- CSI - Scena del crimine (CSI: Crime Scene Investigation) - serie TV, 1 episodio (2004)
- Star Trek: Enterprise - serie TV, 3 episodi (2004)
- JAG - Avvocati in divisa (JAG) - serie TV  (2004)
- Crossing Jordan - serie TV, 1 episodio (2005)
- West Wing - Tutti gli uomini del Presidente (The West Wing) - serie TV, 1 episodio (2005)
- NCIS - Unità anticrimine (NCIS) - serie TV, episodio 3x07 (2005)
- Senza traccia (Without a Trace) - serie TV, 1 episodio (2006)
- CSI: Miami - serie TV, 1 episodio (2006)
- 24 - serie TV, 3 episodi (2007)
- Ghost Whisperer - Presenze (Ghost Whisperer) - serie TV, 1 episodio (2007)
- Lincoln Heights - Ritorno a casa (Lincoln Heights) - serie TV, 33 episodi (2007-2009)
- Castle – serie TV, episodio 1x04 (2009)
- E.R. - Medici in prima linea (ER) - serie TV, 1 episodio (2009)
- CSI: NY - serie TV, 1 episodio (2009)
- Memphis Beat - serie TV, 1 episodio (2010)
- Hawaii Five-0 - serie TV, 1 episodio (2010)
- Revenge - serie TV, 1 episodio (2011)
- Criminal Minds - serie TV, 1 episodio (2011)
- The Vampire Diaries - serie TV, 2 episodi (2012)
- Vegas - serie TV (2012-2013)
- Grey's Anatomy – serie TV, episodio 9x15 (2013)
- Blackstorm - serie TV, 1 episodio (2015)
- Shameless - serie TV, 4 episodi (2015)
- Suits - serie TV, 1 episodio (2015)
- You - serie TV (2019)
- Council of Dads - serie TV (2020)

## Doppiatori italiani
Nelle versioni in italiano delle opere in cui ha recitato, Michael Reilly Burke è stato doppiato da:
- Davide Marzi in CSI - Scena del crimine, NCIS - Unità anticrimine, S.W.A.T.
- Fabrizio Pucci in Senza Traccia, You, Griselda
- Alessio Cigliano in Creatura, Council of Dads
- Antonio Sanna in Cold Case - Delitti irrisolti, Vegas
- Saverio Indrio in Lincoln Heights - Ritorno a casa, Grey's Anatomy
- Maurizio Romano in Star Trek: Deep Space Nine
- Francesco Bulckaen in Jarod il camaleonte
- Giacomo Zito in Ally McBeal
- Roberto Chevalier in Providence
- Alberto Caneva in Streghe
- Mauro Gravina in Star Trek: Enterprise
- Sergio Lucchetti in The O.C.
- Valerio Sacco in 24
- Massimo Lodolo in Ghost Whisperer - Presenze
- Sergio Di Stefano in CSI: NY
- Gaetano Varcasia in CSI: Miami
- Pasquale Anselmo in Castle
- Alessandro Messina in E.R. - Medici in prima linea
- Danilo Di Martino in Memphis Beat
- Riccardo Scarafoni in NCIS: Los Angeles
- Vittorio Guerrieri in Hawaii Five-0
- Gianluca Machelli in Private Practice
- Roberto Certomà in The Mentalist
- Enzo Avolio in Revenge
- Giuliano Santi in Criminal Minds
- Mario Cordova in The Vampire Diaries
- Gerolamo Alchieri in Suits
- Stefano Alessandroni in Code Black
- Massimo Bitossi in Slender Man
- Lorenzo Profita ne Le regole del delitto perfetto
- Fabrizio Picconi in Supergirl
- Walter Rivetti in The Rookie
- Fabrizio Russotto in 9-1-1: Lone Star
- Stefano Benassi in Bosch: L'eredità